# Biolab
Biolab je experimentální skříň navržená pro použití v laboratoři Columbus na Mezinárodní vesmírné stanici. V Biolabu bude prováděn biologický výzkum drobných rostlin, malých bezobratlých, mikroorganismů, živočišných buněk a tkáňových kultur. Je vybaven inkubátorem s odstředivkami ve kterých budou zkoumané subjekty vystaveny různým hodnotám zrychlení.
Tyto experimenty pomohou určit „roli, jakou hraje mikrogravitace na všech úrovních organismů, od vlivu na jednotlivé buňky až po komplexní organismus včetně vlivu na člověka.“

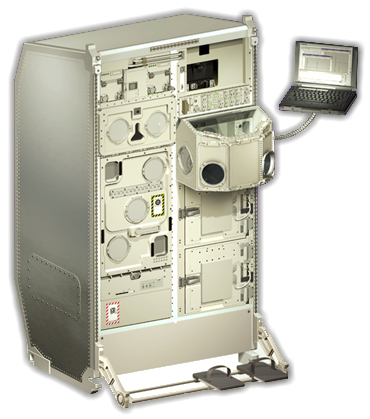
Biolab (ESA)

## Start
Experimentální skříň Biolab je namontovaná uvnitř laboratoře Columbus spolu s dalšími skříněmi určenými k jiným pokusům. Dostala se na stanici se zpožděním až 7. února 2008 na palubě raketoplánu Atlantis při misi STS-122 (montážní let 1E k ISS).